# シャンブル
『シャンブル』 (CHAMBRE) は、日本のロックバンドであるUNICORNの9枚目のオリジナル・アルバム。フルアルバムとしては通算7枚目となる。
2009年2月18日にキューンレコードからリリースされた。1993年に解散したUNICORNの復帰第一弾、Sony Recordsからの移籍第一弾となるアルバムであり、前作『SPRINGMAN』（1993年）以来およそ16年振りにリリースされた。作詞・作曲およびボーカルはメンバー全員が行っている。
本作はUNICORN復活の件が外部に伝わらないように、スタジオを借りる際にも偽名を使用するなど極秘でレコーディングが行われた。解散前のUNICORN後期の作品群と同様に各メンバーのソロ作品集のようなアルバムとなっており、ロックを基調としながらもフォークロックやハードロックなどの様々なジャンルの音楽が取り入れられている。
先行シングルとしてコカ・コーラ社「アクエリアス」のコマーシャルソングとして使用された「WAO!」がリリースされたほか、シングルカットされていない楽曲では映画『南極料理人』（2009年）の主題歌として使用された「サラウンド」、東京メトロ「TOKYO HEART」のコマーシャルソングとして使用された「HELLO」が収録されている。
本作はオリコンアルバムチャートにて最高位第1位を獲得、再結成グループによるアルバムの第1位獲得はかぐや姫のアルバム『かぐや姫・今日』（1978年）以来30年10か月ぶりで史上2組目となったほか、前回の第1位から今回の第1位獲得までの14年10か月というインターバル期間は、CHAGE and ASKAの8年6か月を上回り、19年半ぶりに記録を更新した。

## 背景
UNICORNはアルバム『BOOM』（1987年）にてメジャー・デビューを果たし、2枚目のアルバム『PANIC ATTACK』（1988年）の制作中にすでに脱退していたキーボード担当の向井美音里に代わって阿部義晴が正式にメンバーとして加入することになった。阿部が正式に加入して制作された3枚目のアルバム『服部』（1989年）はオリコンアルバムチャートにて最高位3位となり、また同作を受けたコンサートツアー「UNICORN WORLD TOUR 1989 服部」において7月10日に初の日本武道館公演を達成することとなった。その後フジテレビ系バラエティ番組『夢で逢えたら』（1988年 - 1991年）の主題歌として使用された「働く男」（1990年）がオリコンシングルチャートにて最高位3位となりシングルとしては歴代最高の売り上げを記録。また同曲が収録された4枚目のアルバム『ケダモノの嵐』（1990年）はオリコンアルバムチャートにて最高位1位を獲得し、UNICORNのオリジナル・アルバムとしては歴代最高の売り上げを記録した。
7枚目のアルバム『ヒゲとボイン』（1991年）を受けたコンサートツアー「UNICORN WINTER TOUR 1991-1992 "THE WAR without STAGE MANAGER/舞監なき戦い"」は52都市全77公演を実施しUNICORNとしては歴代最長のツアーとなった。しかしアルバム『ヒゲとボイン』の制作中にメンバー間で確執が生まれ、プロデューサー的な役割を担っていた阿部はストレスによって失調をきたしメンタル面のケアのため暫し休養を取ることとなった。その後8枚目のアルバム『SPRINGMAN』（1993年）制作中にドラムス担当の川西幸一がバンドから脱退することが発表された。川西の脱退以降、同アルバムは残ったメンバー4人で完成させ、同作を受けたコンサートツアー「UNICORN TOUR 1993 "4946"」を川西の代わりにDr.StrangeLoveに所属していた古田たかしがドラムスを担当する形で40都市全59公演を実施。しかし同年9月21日に放送されたニッポン放送ラジオ番組『電気グルーヴのオールナイトニッポン』（1991年 - 1994年）の特別番組に電気グルーヴの代わりにUNICORNメンバーが出演し解散を発表。同放送においてドラムスが入っていない状態で「すばらしい日々」（1993年）のアコースティック・バージョンを演奏したことが最後となり、UNICORNは解散することとなった。
UNICORN解散からおよそ13年後となる2006年2月7日にZepp Tokyoにて開催された、1966年生まれで当時40歳となるミュージシャンが参加したイベントライブ「ROOTS 66 DON'T TRUST OVER 40 -The Additional Party-」に阿部が出演。その後阿部主催のイベントライブ「阿部義晴 音楽祭～仲間とノリノリ40祭～」において奥田民生がゲスト参加することになり、UNICORN解散以来の共演となった。2007年7月14日、UNICORN時代から「Jメン」の通称で知られていたスタッフの結婚披露宴にて、主賓からの要望により仕事の都合で同席できなかった川西を除くUNICORNメンバーが集結、ドラムスを古田が担当する形でUNICORN時代の楽曲「ヒゲとボイン」「ペケペケ」「人生は上々だ」「車も電話もないけれど」「すばらしい日々」の全5曲を演奏する。同年11月に阿部は川西に声をかけ、渋谷の居酒屋にてかつての楽曲ではなくメンバー揃っての新曲の制作を打診。2008年1月13日に居酒屋「シャンブル」にて行われた新年会の席でメンバー一同は新曲のレコーディングを了承、さらに4月16日に再び「シャンブル」に集結したメンバーはそれぞれが持ち寄った楽曲の選曲会を行った。

## 録音、制作
本作のレコーディングは2008年5月7日から開始された。当初UNICORNの新曲レコーディングに関しては外部に極秘の状態で行われていたが、奥田の所属事務所「Hit&Run」名義でスタジオを借りていたため奥田の関係者が立ち寄ることが多く、ベーシストの沖山優司にメンバーが集結しているところを目撃されてしまいスタッフサイドは沖山に口外しないよう依頼することとなった。そのような経緯から、名義を「シャル並木」に変更したことで訪れる関係者がいなくなったという。その後河口湖スタジオにて合宿を行い、都内に場所を移してレコーディングは継続され同年10月に本作は完成することとなった。
本作のプロデュースを手掛けた河合誠一マイケルは、奥田の制作するデモテープは完成度が高いものの、EBIや川西の制作したデモテープは解散から20年近く経過しても全く進化していなかったと述べている。しかしマイケルはそれによって「昔と同じ感じでいけるかもしれない」との思いを持ったと述べたほか、メンバーそれぞれが成長しているものの得手不得手は変化しておらず、それが故にバンドとして完成するとも述べている。奥田以外のメンバーが制作した楽曲においても奥田にボーカル担当の要請が出されたものの、奥田はそれを拒否し制作したメンバー自身が歌うように回答するケースが多くあったとマイケルは述べている。「ザギンデビュー」「最後の日」のホーンセクションは、極秘裏にレコーディングを進めている関係上外部のスタジオ・ミュージシャンを呼ぶことが出来なかったために奥田と阿部が挑戦したが、不慣れな事から演奏の限界を悟り断念。一部をサンプリング音源によるキーボード演奏に変更することとなり、ライブでは手島いさむがシンセサイザーで演奏することとなった。メンバー自らがホーンセクションを担当したことに対して、「絶対にそうすべきじゃない、大変だし結果も良くない」と分かっていながらメンバーはそれを強行したとして、マイケルは「大人にならない部分を残しておこうっていうこともある」と述べ、またホーンセクションの部分は後からシンセサイザーの音色を加えたため全く意味がなくなったとも述べている。本作ではハモンドB-3やE-mu Emulator、ローズ・ピアノ、モーグ・シンセサイザーなどの鍵盤楽器が使用されているが、それらの楽器はUNICORN解散前の時期に阿部が購入した機材であり、当時は格好付けのために使用していた楽器だが今では誰も使用していないような古い楽器であり、またそれ以降の新しい楽器は全く使用していないとマイケルは述べている。本作のレコーディング現場では笑いの絶えない雰囲気の中で行われていたが、奥田の生演奏に対するOK基準がトップレベルに厳しく、日本の一般的なレベルを遥かに超えていたためリズム録りに関しては「こんなに厳しい現場はない」とマイケルは述べている。
「AUTUMN LEAVES」では、手島がスケジュールの都合でレコーディングに参加できなかったため、手島のパートは「別現場」となっている。また「ギザ迷惑」「自動車泥棒」「ロックしわ寄せ」「てしまる子ちゃん」など、タイトル先行で曲作りをするというアイディアがあった。結局実現はしなかったが、手島だけ真に受けて本当に制作していた。

## 音楽性と歌詞
書籍『音楽誌が書かないJポップ批評 ユニコーン』においてライターの川口瑞夫は、本作のサウンドは後期UNICORNの延長線上にあると述べ、また各メンバーのソロ作品を集めたような作風やコミカルな要素が入っているところがかつてのUNICORNのアルバムと同様であると述べている。収録曲の「スカイハイ」では、1990年代初頭に日本においても人気のあったUKバンドのような轟音ギターがメインとなっていることを指摘した上で、ソロ名義の作品よりもポップな作風になっていると川口は述べている。「ザギンデビュー」は昭和20年から30年代の頃の和製ジャズを思わせると述べた上で、レトロ感覚を有しながらも単なる日本回帰的なものではなく「ハイカラな和洋折衷」であるとも述べている。また「最後の日」がビートルズの「オブ・ラ・ディ、オブ・ラ・ダ」（1969年）風であると指摘したほか、「サラウンド」「パープルピープル」が1970年代のテレビドラマBGMのような和製フォークロック風の曲であるとして奥田の制作曲が「レトロ&ハイカラ志向」であると述べている。
EBI制作曲である「ボルボレロ」はイントロがジプシー・キングスのようであると川口は述べたほか、「独特の浮遊感を持ったメロディ展開」であると指摘した上で1980年代イギリスのポップスを担ったプリファブ・スプラウトやブルー・ナイルを連想させる作品であると述べている。「AUTUMN LEAVES」は枯れ葉ではなく秋葉原を題材とした楽曲であると推測した上で、デカダンスな作風が「EBIならではの屈折ワールド」であると述べている。川西制作曲である「キミトデカケタ」は「ロック幸せ」に通ずる川西が得意とする「童謡みたいな日本語ライクなメロディー」であると指摘している。手島いさむの制作曲である「オッサンマーチ」に関しては「ハードロックをネタにした宴会芸路線」であると指摘し、既知感のあるフレーズが満載のためアルバム『服部』の頃の雰囲気に最も近い曲であると述べている。阿部の制作曲である「ひまわり」と「HELLO」に関して、川口はどちらか1曲のシングルカットを望んでいたと述べた上で、特に「HELLO」に関してはアルバム終盤の大作志向が強い作品群の中でも圧倒的な存在感を持っていると述べ、また阿部の制作曲が奥田の作風を意識したような作品が目立つとも指摘している。

## 楽曲
1. 「ひまわり」
レコーディング風景で編集・構成されたミュージック・ビデオが制作されている。書籍『音楽誌が書かないJポップ批評 ユニコーン』においてライターの齋藤奈緒子は、本作における阿部の制作曲がUKロック色が強いことを指摘した上で、本曲がオアシスの「ホワットエヴァー」（1994年）を彷彿させる「雄大なスケールのミディアム・ナンバー」であると述べ、また歌詞からは阿部のUNICORN再結成に対する思いが感じ取れると述べている[32]。
2. 「スカイハイ」
書籍『音楽誌が書かないJポップ批評 ユニコーン』においてライターの榊ひろとは、本曲が「ジャングリーなギター・サウンドとエフェクターによる“ジェット・マシーン”音響が織りなすドラッギーでサイケなイメージ」であるとした上でバーズの楽曲「霧の5次元（英語版）」（1966年）の21世紀版ではないかと指摘、本曲の浮遊感のあるグルーヴはベースとドラムス以外にも奥田によるパーカッションと阿部やEBIによるヴォコーダーのようなコーラスの効果もあると主張している[33]。
3. 「WAO!」
10枚目のシングル曲。詳細は「WAO!」を参照。
4. 「ボルボレロ」
書籍『音楽誌が書かないJポップ批評 ユニコーン』においてライターの杉山達は、本曲のタイトルが車をモチーフとする機会が多いEBIが制作していることからボルボとボレロの融合ではないかと推測し、しかし曲調はボレロではなくラテン風のリズムと阿部によるフレンチ・ホルンであることが理解不能であると述べた上で、「EBIのカテゴライズしにくいポップ・センスが味わえる佳曲」であると総括している[34]。
5. 「ザギンデビュー」
書籍『音楽誌が書かないJポップ批評 ユニコーン』において川口は、本曲を「ノスタルジックで、ちょっとジャジーで、適当なようで、そうでもないような不思議なナンバー」であると述べ、本曲は奥田のソロ作品では出て来ないUNICORNならではの珍曲であると指摘、歌詞中の「男も女にも」を「なんもにょにも」と歌唱している部分が桑田佳祐に肉薄していると述べている[35]。
6. 「キミトデカケタ」
本作収録曲の中で最も録音に時間がかかっている。書籍『音楽誌が書かないJポップ批評 ユニコーン』においてライターの市川誠は、イントロのリズムやシンセサイザーの音色、ボーカルに掛けられたエフェクトなどが1980年代のエレクトロ・ポップを彷彿させるところから、初聴後にイモ欽トリオの「ハイスクールララバイ」（1981年）が真っ先に頭に浮かんだと述べている[36]。
7. 「オッサンマーチ」
書籍『音楽誌が書かないJポップ批評 ユニコーン』において市川は、「大迷惑」に通ずるサラリーマンを題材とした楽曲であると指摘した上で、「ゴキゲンロケンローな曲調で、そんな“マーチ”な気分を軽快に歌っている」と述べている[37]。
8. 「AUTUMN LEAVES」
タイトルの意味は秋葉原。デモテープ試聴会において、曲調が暗かったためメンバー全員が爆笑した楽曲[38]。書籍『音楽誌が書かないJポップ批評 ユニコーン』において市川は、本作の初回特典として収録されたDVDにおいて奥田が「オレたちのいる必要がない」と発言したほどの「EBIの暗い曲」であると指摘し、解散間際のバンドのアルバム収録曲のような再結成第一弾のアルバムには相応しくない曲であると述べた上で、「なまめかしいヴィブラフォンやコーラスをはじめとするディテールのあちこちに“らしさ”があふれる」と述べている[39]。
9. 「水の戯れ〜ランチャのテーマ〜」
ランチャとはイタリアの自動車であり、EBIの長年の愛車である[40]。書籍『音楽誌が書かないJポップ批評 ユニコーン』において齋藤は、アメリカ南部的なグルーヴと阿部によるループするローズ・ピアノによる楽曲であると述べ、水道の壊れた蛇口から思考が漂っていく自由さが「まさにEBIワールド」であると指摘している[40]。
10. 「BLACKTIGER」
タイトルはEBIがボーカルを担当することから名付けられた。そのため本曲のクレジットではEBIの表記がブラックタイガーとかけて「海老」となっている[39]。書籍『音楽誌が書かないJポップ批評 ユニコーン』において齋藤は、カウント代わりにEBIによる犬の鳴き声のものまねが入っていることを指摘、シンプルで疾走感のある川西の制作曲をあえて線の細いEBIが歌唱することが肝になっていると述べたほか、最終的にオルガンの演奏がプログレッシブ・ロックのような状態になり犬の声とともにフェイドアウトする部分に関して「シュールな終わり方も素敵」と述べている[39]。
11. 「最後の日」
書籍『音楽誌が書かないJポップ批評 ユニコーン』において榊は、本曲がゆるいスカ風の楽曲であると指摘し、阿部によるトランペットと奥田によるサックスのホーン・セクションに加えて阿部のアコーディオンが特徴的であると述べ、「シリアスな題材とユーモラスなサウンドのアイロニカルな対比は如何にも奥田の真骨頂である」と総括している[41]。
12. 「R&R IS NO DEAD」
書籍『音楽誌が書かないJポップ批評 ユニコーン』において杉山は、本曲が阿部によるロックンロール賛歌であると述べ、本作のテーマが「恥も臆面もない、包み隠さぬ『おっさんロック』」であると指摘した上で「この曲は、その最たるものだろう」と述べている[42]。杉山は本曲を聴くことで奥田よりも阿部の方がストレートなロックを好んでいるのではと推測し、「おっさん化したユニコーンが歌う豪放なロック賛歌」であると総括している[42]。
13. 「サラウンド」
映画『南極料理人』（2009年）の主題歌として使用され、また同映画では阿部が音楽担当となった[43][44]。書籍『音楽誌が書かないJポップ批評 ユニコーン』において市川は、本曲が再結成後ならではの「すばらしい日々」「雪が降る街」（1992年）路線の楽曲であると指摘、本曲が再結成に関するすべての疑問に回答する楽曲であると述べた上で「あらためて奥田民生の圧倒的な才能を思い知らされた」と絶賛している[45]。
14. 「パープルピープル」
書籍『音楽誌が書かないJポップ批評 ユニコーン』において齋藤は、作詞が川西で作曲が奥田というパターンが「おかしな2人」や「ペケペケ」、「ケダモノの嵐」と同様であると述べ、年齢を重ねることをテーマにした楽曲ではあるものの最後にメンバー全員による冗談交じりのラップパートが存在することを指摘している[46]。
15. 「HELLO」
本作のリズム録りは本曲から開始された。本曲は東京メトロ「TOKYO HEART」のコマーシャルソングとして使用された[47]。2008年3月9日に死去した元レピッシュの上田現（享年47）に捧げられた歌という説がある。書籍『音楽誌が書かないJポップ批評 ユニコーン』においてライターの西岡ムサシは、本曲からアルバムのレコーディングが開始されたことについて「再結成ユニコーンにおける阿部の存在の重みを物語る」と述べており、本曲を「『すばらしい日々』で分かれを告げたファンとの再会を全力で言祝ぐ感動作」であり、本曲を含めて「ひまわり」「スカイハイ」とライブの1曲目に相応しい楽曲が3曲収録されていることが本作を特別なものにしていると総括している[48]。

## リリース、プロモーション
本作リリース以前となる2008年12月27日、東京スポーツによりUNICORNが翌年に再結成すると報じられる。2009年1月1日にはUNICORNの新規公式サイト「uc2009.jp」が開設され、メンバー全員が集結した状態で「今年もよろしくお願いします」と挨拶する動画が公開された。その後本作のリリースは2009年1月5日の再結成の報道とともに告知された。同報道ではシングル「WAO!」のリリースおよび全国ツアーの開催も合わせて告知された。
2009年2月18日に本作はKi/oon Recordsから、レコーディングドキュメンタリーや先行シングル「WAO!」のミュージック・ビデオを収録したDVD付属の初回限定盤、Blu-Spec CD仕様の完全生産限定盤、通常盤、LP盤の4形態でリリースされた。本作リリースに先駆けて、1月21日には収録曲である「ひまわり」と「キミトデカケタ」の2曲が着うたで先行配信された。同年2月27日には全国ツアーに先駆けて横須賀芸術劇場にてシークレットプレミアムライブを実施、抽選で選ばれた約2000名の観客を動員した。同ライブはインターネットにて参加受付が行われ、約2000名の当選者が会場までバスで移動する大規模なイベントとなっていた。同イベントには2日間で4万人の応募があり、当選確率は20倍となっていた。移動バス車内ではシングルや本作の初回特典であった「バンドやろうぜ! ～アルバム“シャンブル”ができるまで」のダイジェスト映像や「WAO!」「ひまわり」のミュージック・ビデオが上映されたほか、UNICORN所属事務所の後輩でお笑いコンビである響のライブ案内映像も上映された。同シークレットライブにて、UNICORNは解散前のラストライブから5678日ぶりにライブを実施することとなった。
2017年12月6日にはデビュー30周年を記念して、ABEDONがリマスタリングを担当した工具箱風ボックス入りの15枚組CD-BOX『UC30 若返る勤労』に収録されて再リリースされた。

## アートワーク
本作のアートワークはデザイナーの木村豊が担当している。木村はコンサートツアー「UNICORN WORLD TOUR 1989 服部」のポスターデザインやアルバム『SPRINGMAN』のキャラクターデザインなど解散前からUNICORNの作品を手掛けていたが、本作のアートワークを担当するにあたって奥田以外のメンバーと初めて顔を合わせることとなり、また初めて奥田以外のメンバーと打ち合わせを行ったと述べている。アーティスト写真を撮影するにあたり奥田から「メンバー全員で同じ恰好をしたい」との要望があったため、木村は考慮の末にジミ・ヘンドリックスと横山やすしのコスプレに決定、またそれによってメガネとギターを燃やすというヘンドリックスのパロディーを撮影することになった。それによって写真のテーマが「燃える」になっていたことからアルバム・ジャケットもディープ・パープルのアルバム『紫の炎』（1974年）のパロディーを木村が提案することとなった。しかしロゴ・デザインだけは同作と同一にすることが問題となったため、スタンリー・キューブリックの映画『時計じかけのオレンジ』（1971年）のパロディーへと差し替えが行われた。また、アーティスト写真のアウトテイクの中に「ガラス越しにメンバーがいる構図」があったことから、ドアーズのアルバム『モリソン・ホテル』（1970年）のパロディーとしてシングル「WAO!」のジャケットに使用された。歌詞カードでは川西幸一が「帰ってきたヤメマン」と表記されているほか、本作から堀内一史のクレジットが「EBI」で統一されるようになった。

## ツアー
本作を受けたコンサートツアーは、「UNICORN TOUR 2009 蘇える勤労」と題して2009年3月5日の山形県県民会館公演から5月31日の沖縄市民会館公演まで、24都市全37公演が行われた。
同年4月1日の横浜アリーナ公演はライブ・ビデオのための収録が行われた日であり、1曲目の「ひまわり」では赤いカーテンで覆われたステージ上で阿部によるオルガン演奏から開始され、その後奥田によるギターが挿入され、カーテンが切って落とされると同時に歌が開始された。次曲はアルバム収録順通りに「スカイハイ」が演奏され、その後は3枚目のアルバム『服部』（1989年）収録曲であった「おかしな2人」が演奏され奥田がハンドマイクで歌唱、「ボルボレロ」ではEBIがマイクを持ち歌唱したほか一本指でピアノを演奏、奥田はベースを担当した。続いて演奏されたのは同公演の演奏曲としては最古の曲となる「ペケペケ」であり、その後の「素浪人ファーストアウト」では阿部がギブソン・フライングVを持ち、奥田はブルースハープを演奏、曲の終わりには阿部によるジミ・ヘンドリックスのようなパフォーマンスが行われた。「オッサンマーチ」では手島によるギター演奏と歌唱が行われ、奥田によるディープ・パープルの「ハイウェイ・スター」（1972年）を無理矢理メジャーコードに転調したギターソロが挿入された。「キミトデカケタ」では奥田が特製のドラムセットに座り川西による歌唱で演奏が行われ、そのまま次曲「ロック幸せ」が川西歌唱のまま演奏を継続、モニター画面にはファミリーコンピュータ用ソフト『スーパーマリオブラザーズ』（1985年）を模したコンピュータゲーム画面が表示され、親が連れてきた子供が最も大きく反応するシーンとなった。続く「AUTUMN LEAVES」ではEBIによる歌唱が行われたが、先ほどのコンピュータゲーム画面で大騒ぎをしていた子供たちはこの楽曲の際には寝ていることが多かったという。
その後2枚目のシングルであった「デーゲーム」（1989年）が演奏され、音楽評論家の平山雄一は「最も予想を裏切った選曲の一つ」であると述べている。「最後の日」では手島がブラス・セクションをシンセサイザーで弾き、「PTA～光のネットワーク～」では川西とEBIによるラップパートが挿入されており、平山は同曲も「予想外の選曲」であったと述べている。その後本作からシングルカットされた「WAO!」が演奏され、続けて「BLACKTIGER」「R&R IS NO DEAD」「サラウンド」の3曲演奏後、1枚目のシングルであった「大迷惑」（1989年）が演奏され会場の盛り上がりはピークに達することとなった。その後ドラムス担当として古田たかしが参加、奥田による「歴史的な和解です。今ここでユニコーンが初めて仲直り」とMCを行った後にツインドラムで「ヒゲとボイン」（1991年）および「車も電話もないけれど」が演奏され、「HELLO」の演奏を以って本編が終了となった。アンコールの1曲目は「人生は～CSA～上々だ」であり、阿部が大々的にフィーチャーされた状態で「人生は上々だ」の途中に「CSA」が挿入される展開で演奏され、アンコール2曲目として解散前のラスト・シングルとなった「すばらしい日々」（1993年）が演奏され公演は終了となった。

## 批評
| 専門評論家によるレビュー             | 専門評論家によるレビュー |
| レビュー・スコア                     | レビュー・スコア         |
| 出典                                 | 評価                     |
| ------------------------------------ | ------------------------ |
| CDジャーナル                         | 肯定的                   |
| 音楽誌が書かないJポップ批評          | 肯定的                   |
| 別冊カドカワ 総力特集ユニコーン 2009 | 肯定的                   |

本作の音楽性や構成に対する批評家たちからの反応は概ね肯定的なものとなっており、音楽情報サイト『CDジャーナル』では、本作が16年ぶりの新作であることに触れた上で、「今のユニコーンにしかできないこと」にこだわって制作された作品であると指摘し、「彼ららしいユーモアと高い音楽センスが光る」と肯定的に評価、また「かつてはハチャメチャなイメージが強い連中だった」と指摘したものの、奥田以外のメンバーの個性も上手く活かした上で「“バンド活動”の面白さを伝えてくれる」として肯定的に評価している。書籍『音楽誌が書かないJポップ批評 ユニコーン』において川口は、かつてインタビューでUNICORN再結成は「ありえない」と発言していた阿部に対し、本作を制作するにあたって「阿部の処遇にすごく気を遣っているような印象を受ける」と述べた上で、アルバム収録曲の1曲目と最終曲が阿部による制作曲であり、シングルカットされた「WAO!」も阿部がボーカルを担当していることを踏まえて、さらに邪推ではあるとした上で「ユニコーンのリーダーは阿部だということを宣言するのが再結成の目的だった」と推測、その上で本作は解散前の後期UNICORNに通ずる音楽性であり個々の楽曲の完成度の高さから「16年のブランクを感じさせないところが感慨深かったりする」と肯定的に評価、また阿部の制作曲がかつてのようにバラエティに富んでおらず、奥田の作風に近い楽曲が多いことから「4人は阿部のために! 阿部は4人のために!」というのが本作の裏テーマではないかと総括した。文芸雑誌『別冊カドカワ 総力特集ユニコーン 2009』において音楽評論家の平山雄一は、メンバー5人が解散後も音楽業界に残り続け、再度集結した結果「日本音楽史上最高の復活アルバムになった」と本作を絶賛、感傷的に過去を振り返ることなく懐古的な要素も交えながらも「新しい面や成熟した部分がきちんと表現されている点が素晴らしい」と評価、また「ひまわり」「HELLO」などの骨太なロックサウンドが新しい芸風であると指摘し、「成熟したメロディと歌詞をじっくり聴かせる力量は、40歳を過ぎたミュージシャンにしか持ち得ない」「正統派バンド・アルバムとして永遠に聴き続けられることだろう」と総括した。

## チャート成績
本作はオリコンアルバムチャートにおいて、最高位第1位の登場週数15回で売り上げ枚数は25.1万枚となった。この売り上げ枚数はUNICORNのアルバム売上ランキングにおいて第7位となっている。2022年および2023年に実施されたねとらぼ調査隊によるUNICORNのアルバム人気ランキングではともに第4位となった。
オリジナル・アルバムとしては『ケダモノの嵐』（1990年）、『SPRINGMAN』（1993年）に次ぐ3度目の第1位獲得となり、ベスト・アルバム『THE VERY RUST OF UNICORN』（1993年）を含めると4度目の第1位獲得となった。再結成グループによるアルバムの第1位獲得はかぐや姫のアルバム『かぐや姫・今日』（1978年）以来となり、30年10か月ぶりで史上2組目となった。前回の第1位から今回の第1位獲得までの14年10か月というインターバル期間は、CHAGE and ASKAの8年6か月を上回り、19年半ぶりに記録を更新した。

## 収録曲

### CD盤
- CDブックレットに記載されたクレジットを参照[79]。

| 全編曲: UNICORN。 |                                  |            |            |            |       |
| #                 | タイトル                         | 作詞       | 作曲       | ボーカル   | 時間  |
| 1.                | 「ひまわり」                     | 阿部義晴   | 阿部義晴   | 奥田民生   | 5:28  |
| 2.                | 「スカイハイ」                   | 奥田民生   | 奥田民生   | 奥田民生   | 5:17  |
| 3.                | 「WAO!」                         | 阿部義晴   | 阿部義晴   | 阿部義晴   | 4:31  |
| 4.                | 「ボルボレロ」                   | EBI        | EBI        | EBI        | 3:52  |
| 5.                | 「ザギンデビュー」               | 奥田民生   | 奥田民生   | 奥田民生   | 3:37  |
| 6.                | 「キミトデカケタ」               | 川西幸一   | 川西幸一   | 川西幸一   | 2:46  |
| 7.                | 「オッサンマーチ」               | 手島いさむ | 手島いさむ | 手島いさむ | 3:40  |
| 8.                | 「AUTUMN LEAVES」                | EBI        | EBI        | EBI        | 4:08  |
| 9.                | 「水の戯れ〜ランチャのテーマ〜」 | EBI        | EBI        | 奥田民生   | 4:32  |
| 10.               | 「BLACKTIGER」                   | 川西幸一   | 川西幸一   | EBI        | 3:48  |
| 11.               | 「最後の日」                     | 奥田民生   | 奥田民生   | 奥田民生   | 4:16  |
| 12.               | 「R&R IS NO DEAD」               | 阿部義晴   | 阿部義晴   | 阿部義晴   | 5:04  |
| 13.               | 「サラウンド」                   | 奥田民生   | 奥田民生   | 奥田民生   | 5:52  |
| 14.               | 「パープルピープル」             | 川西幸一   | 奥田民生   | 奥田民生   | 4:32  |
| 15.               | 「HELLO」                        | 阿部義晴   | 阿部義晴   | 奥田民生   | 5:02  |
| 合計時間:         | 合計時間:                        | 合計時間:  | 合計時間:  | 合計時間:  | 66:25 |

### LP盤
| 全編曲: UNICORN。 |                |           |           |           |       |
| #                 | タイトル       | 作詞      | 作曲      | ボーカル  | 時間  |
| 1.                | 「ひまわり」   | 阿部義晴  | 阿部義晴  | 奥田民生  | 5:29  |
| 2.                | 「スカイハイ」 | 奥田民生  | 奥田民生  | 奥田民生  | 5:17  |
| 3.                | 「WAO!」       | 阿部義晴  | 阿部義晴  | 阿部義晴  | 4:32  |
| 4.                | 「ボルボレロ」 | EBI       | EBI       | EBI       | 3:53  |
| 合計時間:         | 合計時間:      | 合計時間: | 合計時間: | 合計時間: | 19:11 |

| 全編曲: UNICORN。 |                    |            |            |            |       |
| #                 | タイトル           | 作詞       | 作曲       | ボーカル   | 時間  |
| 5.                | 「ザギンデビュー」 | 奥田民生   | 奥田民生   | 奥田民生   | 3:37  |
| 6.                | 「キミトデカケタ」 | 川西幸一   | 川西幸一   | 川西幸一   | 2:47  |
| 7.                | 「オッサンマーチ」 | 手島いさむ | 手島いさむ | 手島いさむ | 3:40  |
| 8.                | 「AUTUMN LEAVES」  | EBI        | EBI        | EBI        | 4:08  |
| 合計時間:         | 合計時間:          | 合計時間:  | 合計時間:  | 合計時間:  | 14:12 |

| 全編曲: UNICORN。 |                                  |           |           |           |       |
| #                 | タイトル                         | 作詞      | 作曲      | ボーカル  | 時間  |
| 1.                | 「水の戯れ〜ランチャのテーマ〜」 | EBI       | EBI       | 奥田民生  | 4:32  |
| 2.                | 「BLACKTIGER」                   | 川西幸一  | 川西幸一  | EBI       | 3:49  |
| 3.                | 「最後の日」                     | 奥田民生  | 奥田民生  | 奥田民生  | 4:16  |
| 合計時間:         | 合計時間:                        | 合計時間: | 合計時間: | 合計時間: | 12:37 |

| 全編曲: UNICORN。 |                      |           |           |           |       |
| #                 | タイトル             | 作詞      | 作曲      | ボーカル  | 時間  |
| 4.                | 「R&R IS NO DEAD」   | 阿部義晴  | 阿部義晴  | 阿部義晴  | 5:04  |
| 5.                | 「サラウンド」       | 奥田民生  | 奥田民生  | 奥田民生  | 5:52  |
| 6.                | 「パープルピープル」 | 川西幸一  | 奥田民生  | 奥田民生  | 4:32  |
| 7.                | 「HELLO」            | 阿部義晴  | 阿部義晴  | 奥田民生  | 5:02  |
| 合計時間:         | 合計時間:            | 合計時間: | 合計時間: | 合計時間: | 20:30 |

### 初回特典DVD
1. MOVIE11「バンドやろうぜ! 〜アルバム“シャンブル”ができるまで Part II」
タイトル通り、本作完成までのドキュメンタリー映像。各メンバーの解説を織り交ぜながら、レコーディング風景をはじめ、再始動を決めた新年会の映像、デモテープ鑑賞会、そしてレコーディング初日から最終作業であるマスタリングに至るまでの映像を収録している。Part Iはシングル「WAO!」初回特典DVDに収録。
2. "WAO!" Music Clip

## スタッフ・クレジット
- CDブックレットに記載されたクレジットを参照[80]。

### UNICORN
- 阿部義晴
- EBI
- 奥田民生
- 川西幸一（帰ってきたヤメマン）
- 手島いさむ
- 黒田かおり

### 参加ミュージシャン
| 1. 「ひまわり」 - 阿部義晴 – B-3、イーミュレーター、ハーモニー - EBI – ベース - 奥田民生 – ボーカル、ギター、パーカッション - 川西幸一 – ドラムス - 手島いさむ – ギター 2. 「スカイハイ」 - 阿部義晴 – B-3、ハーモニー - EBI – ベース、ハーモニー - 奥田民生 – ボーカル、ギター、6弦ベース、パーカッション - 川西幸一 – ドラムス - 手島いさむ – ギター 3. 「WAO!」 - 阿部義晴 – ボーカル、ギター - EBI – ベース、ハーモニー - 奥田民生 – カウベル、ギター、ハーモニー - 手島いさむ – ギター、ハーモニー - 川西幸一 – ドラムス、ハーモニー 4. 「ボルボレロ」 - 阿部義晴 – フレンチ・ホルン、パーカッション、ハーモニー - EBI – ボーカル、ベース、ピアノ - 奥田民生 – ガット・ギター、ハーモニー - 川西幸一 – ドラムス - 手島いさむ – ギター 5. 「ザギンデビュー」 - 阿部義晴 – B-3、ハーモニー - EBI – ベース、ハーモニー - 奥田民生 – ボーカル、ギター - 川西幸一 – ドラムス、ハーモニー - 手島いさむ – ハーモニー - 黒田かおり – 酔いそうベイビー♪ - 天才ハカホーン – ホーンセクション - 阿部義晴 – トランペット - 奥田民生 – サックス、セシン 6. 「キミトデカケタ」 - 阿部義晴 – オルガン、ヴォコーダー、プログラミング、ハーモニー - EBI – ベース、ハーモニー - 奥田民生 – 銅鑼、パーカッション、ハーモニー - 川西幸一 – ボーカル、ドラムス - 手島いさむ – ギター、ハーモニー 7. 「オッサンマーチ」 - 阿部義晴 – B-3、ハーモニー - EBI – ベース、ハーモニー - 奥田民生 – ギター、ハーモニー - 川西幸一 – ドラムス、ハーモニー - 手島いさむ – ボーカル、ギター 8. 「AUTUMN LEAVES」 - 阿部義晴 – ピアノ、ビブラホン、プログラミング - EBI – ボーカル、ベース、犬声 - 奥田民生 – 鈴、銅鑼、ハーモニー - 手島いさむ – 別現場 - 川西幸一 – ドラムス | 1. 「水の戯れ〜ランチャのテーマ〜」 - 阿部義晴 – ローズ、ブルースハープ、ハーモニー - EBI – ベース、ハーモニー - 奥田民生 – ボーカル、ギター、パーカッション - 川西幸一 – ドラムス - 手島いさむ – ギター 2. 「BLACKTIGER」 - 阿部義晴 – オルガン、ハーモニー - 海老 – ボーカル、ベース、犬声 - 奥田民生 – ギター、パーカッション、ハーモニー - 川西幸一 – ドラムス、ハーモニー - 手島いさむ – ギター、ハーモニー 3. 「最後の日」 - 阿部義晴 – アコーディオン、モーグ、手拍子、ハーモニー - EBI – ベース、手拍子、ハーモニー - 奥田民生 – ボーカル、パーカッション、手拍子 - 川西幸一 – ドラムス - 手島いさむ – ギター、手拍子 - 天才ハカホーン – ホーンセクション - 阿部義晴 – トランペット - 奥田民生 – サックス、セシン 4. 「R&R IS NO DEAD」 - 阿部義晴 – ボーカル、ローズ - EBI – ベース - 奥田民生 – ギター、ハーモニー - 川西幸一 – ドラムス - 手島いさむ – ギター 5. 「サラウンド」 - 阿部義晴 – B-3、ローズ、ハーモニー - EBI – ベース、ハーモニー - 奥田民生 – ボーカル、ギター、パーカッション - 川西幸一 – ドラムス - 手島いさむ – ギター 6. 「パープルピープル」 - 阿部義晴 – ローズ、ラップ - EBI – ベース、ラップ - 奥田民生 – ボーカル、ギター、ハーモニー - 川西幸一 – ドラムス、ラップ - 手島いさむ – ギター、ラップ - マイケル鼻血 – コンガ 7. 「HELLO」 - 阿部義晴 – ピアノ、ローズ、ヴォコーダー、ハーモニー - EBI – ベース、ハーモニー - 奥田民生 – ボーカル、ギター、パーカッション - 川西幸一 – ドラムス - 手島いさむ – ギター |

### スタッフ
| - UNICORN – プロデューサー - マイケル鼻血 – プロデューサー - 宮島哲博 – エンジニア - 黒田かおり（河口湖スタジオ、一口坂スタジオ） – アシスタント・エンジニア - 柏倉吉紀（アバコクリエイティブスタジオ） – アシスタント・エンジニア - 小梁弘之（カレースタジオ） – アシスタント・エンジニア - 筋野利昭（ソニー・ミュージックアーティスツ） – 楽器隊 - 吉田正邦（ソニー・ミュージックアーティスツ） – 楽器隊 - 久下えむみ（ソニー・ミュージックアーティスツ） – 楽器隊 - 若山誠治（ソニー・ミュージックアーティスツ） – 楽器隊 - 工藤文孝 – 楽器隊 - 田中三一（バーニー・グランドマン・マスタリング東京） – マスタリング・エンジニア - 大沢昌史 – 特典映像撮影及び編集 - 板屋宏幸 – "WAO!"監督 - 原田公一 (Hit&Run) – マネージメント - 鈴木銀二郎 (Hit&Run) – マネージメント - 山岸ケン (Hit&Run) – マネージメント - 細田実 (Hit&Run) – マネージメント - 羽深孝 (Hit&Run) – マネージメント - 小出和代 (Hit&Run) – マネージメント - 中山道彦 (Ki/oon Records) – レコード会社 - 廣瀬健一 (Ki/oon Records) – レコード会社 - 白井嘉一郎 (Ki/oon Records) – レコード会社 - 藤江充夫 (Ki/oon Records) – レコード会社 - 林慶太郎（ソニー・ミュージックディストリビューション） – 販売促進 - 石川琢哉（ソニー・ミュージックディストリビューション） – 販売促進 - 河上一明（ソニー・ミュージックコミュニケーションズ） – 制作進行 - 村瀬裕子（ソニー・ミュージックコミュニケーションズ） – 制作進行 | - 木村豊 (Central67) – 意匠 - 奥口陸（辻事務所） – 写真（物撮り） - 浅川英郎（小池事務所） – 写真（人物撮り） - 北澤 "momo" 寿志 (KiKi) – 衣装 - 国沢拓 (sakura) – 美粧 - 知久亜矢子 (sakura) – 美粧 - 内野美幸 (sakura) – 美粧 - 鈴木康（スズキスタジオ） – 美術 - 広瀬利仁 (LIFE) – サンクス感謝 - 石島みゆき (abedon the company) – サンクス感謝 - 藤井隆夫 (ARBオフィス) – サンクス感謝 - 坂本悦郎（五行） – サンクス感謝 - 千葉隆広（バンカー） – サンクス感謝 - 原川直子 – サンクス感謝 - 比留田貴子 (KiKi) – サンクス感謝 - 赤井正 (A Sharp) – サンクス感謝 - 遠山直樹 (F.I.J.) – サンクス感謝 - 中嶋睦 – サンクス感謝 - 川畑完之 – サンクス感謝 - ギブソン – 楽器提供 - ヴォックス – 楽器提供 - マーシャル – 楽器提供 - TAMA – 楽器提供 - 星野楽器 – 楽器提供 - フェンダー – 楽器提供 - ヤマハ – 楽器提供 - ART – 楽器提供 |

## リリース日一覧
| No. | リリース日    | レーベル                       | 規格         | カタログ番号 | 最高順位 | 備考                                                                    | 出典          |
| --- | ------------- | ------------------------------ | ------------ | ------------ | -------- | ----------------------------------------------------------------------- | ------------- |
| 1   | 2009年2月18日 | Ki/oon Records                 | CD           | KSCL-1370    | 1位      | 通常盤                                                                  | [ 81 ] [ 82 ] |
| 2   | 2009年2月18日 | Ki/oon Records                 | CD+DVD       | KSCL-1368～9 | 1位      | 初回限定盤                                                              | [ 83 ] [ 84 ] |
| 3   | 2009年2月18日 | Ki/oon Records                 | BSCD         | KSCL-20001   | 1位      | 完全生産限定盤                                                          | [ 85 ] [ 86 ] |
| 4   | 2009年3月25日 | Ki/oon Records                 | LP           | KSJL-6146/7  | 1位      | 完全生産限定盤                                                          | [ 87 ]        |
| 5   | 2010年4月1日  | ソニー・ミュージックレーベルズ | AAC-LC       | -            | -        | デジタル・ダウンロード                                                  | [ 88 ]        |
| 6   | 2010年4月1日  | ソニー・ミュージックレーベルズ | ロスレスFLAC | -            | -        | デジタル・ダウンロード                                                  | [ 89 ]        |
| 7   | 2017年12月6日 | キューンミュージック           | CD           | KSCL-2989    | -        | 完全生産限定CD-BOX『UC30 若返る勤労』収録、ABEDONがリマスタリングを担当 | [ 90 ] [ 91 ] |
| 8   | 2017年12月6日 | ソニー・ミュージックレーベルズ | AAC-LC       | -            | -        | 『UC30 若返る勤労』収録盤と同内容のデジタル・ダウンロード版             | [ 92 ]        |
| 9   | 2017年12月6日 | ソニー・ミュージックレーベルズ | ロスレスFLAC | -            | -        | 『UC30 若返る勤労』収録盤と同内容のデジタル・ダウンロード版             | [ 93 ]        |